# Sophia Gorham
Sophia Hope Gorham (* 10. November 1881 in Merchiston, Edinburgh; † 4. Dezember 1969 in Chichester, West Sussex) war eine britische Olympiateilnehmerin im Motorbootfahren.
Bei den Olympischen Spielen 1908 in London nahm Sophia Gorham laut einigen Quellen gemeinsam mit ihrem Ehemann John Marshall Gorham und dessen Boot, der Quicksilver, an den Motorboot-Wettbewerben in der B-Klasse über 40 Seemeilen teil. In dieser Klasse durften nur Motorboote mit maximal 20 Meter Länge starten. Das Konkurrenzboot, die Gyrinus von Thomas Thornycroft, Bernard Redwood und John Field-Richards, sah zunächst gleichwertig aus, doch nach zwei Runden konnte es sich von der Quicksilver absetzen. Nachdem in diese auch Wasser gelaufen war, gab John Marshall Gorham nach zwei Runden auf. Sollte Sophia Gorham tatsächlich Besatzungsmitglied gewesen sein, wäre sie die einzige Frau unter vermutlich 13 Männern beim olympischen Motorboot-Turnier.
In den anderen Bootsklassen ging die Quicksilver nicht an den Start. Nach 1908 wurde Motorboot nie wieder olympisch.